# 소혜왕후
소혜왕후 한씨(昭惠王后 韓氏, 1437년 10월 16일(음력 9월 8일) ~ 1504년 5월 21일(음력 4월 27일)) 또는 인수대비(仁粹大妃) 조선 세조의 아들인 의경세자(덕종)의 세자빈이자 추존 왕비이며, 성종의 모후이다.
시호는 인수자숙휘숙명의소혜왕후(仁粹慈淑徽肅明懿昭惠王后)이다.

## 개요
1450년(문종 즉위년)에 수양대군의 큰아들인 도원군(의경세자, 덕종)과 혼인하여 군부인에 봉작되었으며, 1455년(세조 즉위년)에 시아버지 수양대군이 왕위로 즉위하여 자신은 맏며느리로서 세자빈이 되어 궁궐에 들어갔으나, 1457년(세조 3년)에 남편 의경세자가 20세의 나이로 갑자기 죽어 사가로 물러났다. 그러나 1469년에 자신의 둘째 아들인 자을산군(성종)이 왕위에 등극하고, 자신도 궁궐에 다시 들어가 곧 왕비로 진봉되었다가 1475년(성종 6년) 왕대비에 올라 인수대비(仁粹大妃)가 되었다.
의정부좌의정을 지낸 서원부원군 양절공 한확(西城府院君 襄節公 韓確)과 남양부부인 홍씨(南陽府夫人 洪氏) 여섯째 딸로, 본관은 청주(淸州)이다. 당시 여성으로서는 드물게 한문과 유교 경전에 능통하여 《열녀》, 《여교》, 《명감》, 《소학》등에서 발췌하여 엮어 《내훈》(內訓)을 편찬하였다. 내훈은 조선시대 사대부 여인들의 수신서이자 당시 여성교육의 기본서가 되었다. 또한 그녀는 불교 옹호론자로 불교 억압 정책에 강력히 반발하였으며, 이 때문에 당시 조정의 신하들과 4차례의 격한 논쟁을 벌였는데 대표적인 것이 금승법(禁僧法)과 그녀가 추진한 봉선사 금자경 간행 작업이다.
그녀는 연산군의 할머니로도 유명한데, 며느리이자 연산군의 생모가 되는 윤씨가 왕비 시절 성종의 얼굴을 할퀴는 사건으로 내쫓기고 사사되는 데에는 거의 전적으로 그녀의 의지로 단행되었기 때문이다. 1504년(연산군 10년) 봄에 연산군은 생모인 폐비 윤씨를 제헌왕후(齊獻王后)로 추숭했다. 이 과정에서 윤씨를 폐비하고 사사하는 데 개입한 수많은 사람들을 죽이고 추방했는데, 인수대비는 당사자가 되므로 손자인 연산군과 갈등을 빚었다.
능은 경기도 고양시 덕양구 용두동에 위치한 경릉(敬陵)이다.

## 생애

### 젊은 시절
한씨의 아버지 한확은 당시 중추원사(中樞院使)를 지내면서 명나라로부터 광록시소경(光祿寺少卿)작위를 하사받은 조선 최고의 세도가였다.
또한 한씨의 큰 고모는 명나라 제 3대 황제 영락제 성조의 후궁이었던 강혜장숙여비(康惠莊淑麗妃)였으며, 작은 고모 역시 명나라 제 5대 황제 선덕제 선종의 후궁인 공신태비(恭愼太妃)였다. 큰고모가 영락제 사후 순사되었는데, 그의 절개를 높이 평가한다는 명목으로 명나라 선덕제는 그의 둘째 고모를 후궁으로 맞이하였다.
그리고 한씨의 둘째언니는 세종의 둘째 서자인 계양군의 부인으로 한씨의 가문은 양국의 왕실과 인척관계를 맺었고 한확은 명나라와의 외교를 전담하던 당시의 외교관으로서 명나라의 총애를 바탕으로 출세가도를 달렸다.

### 군부인 시절
1450년, 문종이 병약하고 어린 세자사이에서 김종서와 대립하고 있었던 수양대군은 자신의 정치적 입지를 넓히기 위해서 큰아들인 도원군과 세도가 한확의 막내 여식인 한씨의 정략결혼을 추진했다. 소혜왕후는 수양대군의 이복동생인 계양군의 처제였고, 시어머니가 될 정희왕후의 형부인 홍원용의 생질녀(누이의 딸)였고, 외종언니인 강녕부부인(홍이용의 딸)은 평원대군(세종의 일곱번째 왕자)의 정실이었으므로 여러모로 왕실과 인연이 깊었다.
한씨의 나이 14살에 수양대군의 큰아들 도원군과 혼인(1450)하여 도원군부인(桃源君夫人)이 되었다. 남편 도원군이 당시 대군(大君)의 적장자로 아직 승습(承襲)하지 않았고, 종친부에는 정의대부(正義大夫)로 기록된 점으로 보아 한씨의 품계는 정2품(正二品) 군부인(郡夫人)임을 알 수 있으나 작호는 조선왕조실록에 따로 기록된 바가 없다.
1454년 갑술년에는 잠저에서 첫 번째 자녀인 월산군을 낳았다.

### 왕세자빈 시절
1455년, 시아버지 수양대군이 단종에게 양위를 받아 즉위하고 아들인 도원군을 왕세자로 책봉하자 자신도 왕세자빈이 되었다. 그해 동궁(東宮)에서 두 번째 자녀인 태안군주를 낳고, 익익년(翌翌年) 1457년에는 세 번째 자녀인 자산군(훗날 성종)을 낳았다.
왕세자빈 한씨는 젊어서부터 빈틈이 없고, 시부모(세조와 정희왕후) 섬기는 일엔 극직해서 세조로부터 효부(孝婦)라는 칭찬을 늘 들었지만 두아들 월산군과 자산군에겐 엄한 어머니였다. 사소한 과실만 있어도 추호도 감싸는 법 없이 정색을 하고 꾸짖었다는 것이다. 그래서 세조(수양대군), 중전 윤씨(정희왕후) 내외가 농담 삼아 부르게 된 별명이 폭빈(暴嬪)이었다.

#### 남편의 죽음
1457년, 친정아버지 한확의 객사와 함께 남편인 의경세자(懿敬世子)가 20살의 나이로 요절하였다. 그녀의 연이은 불행을 안쓰럽게 여긴 세조는 그를 특별히 총애하여 궁궐에서 살도록 허용하였으나 스스로 사양하였다.
시동생이 되는 해양대군(예종)이 남편의 뒤를 이어 왕세자에 책봉되면서 시아버지 세조로부터 정빈(貞嬪)의 작호를 받아 정빈 한씨(貞嬪 韓氏)가 되었으나, 경진년인 1460년에 세조가 교지를 통해 원경왕후가 세자빈이 되었을 때 정빈으로 책봉하였으므로 한씨의 작호를 수빈(粹嬪)으로 고쳤다.

### 수빈(粹嬪) 시절

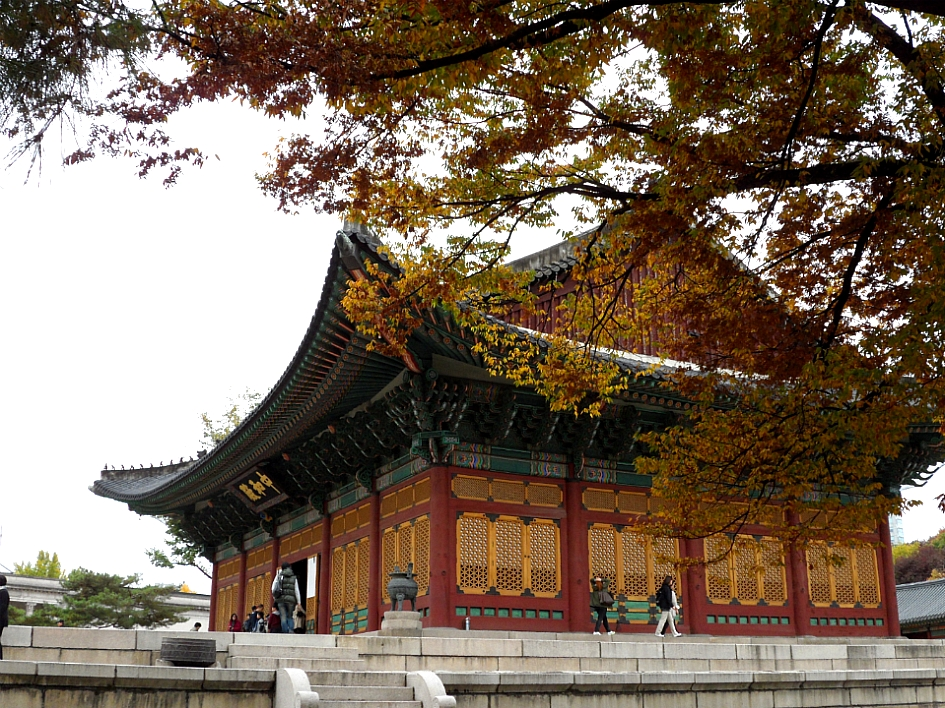
소혜왕후가 수빈 시절 거처했던
덕수궁 중화전

한씨는 왕세자빈 자격으로 궁궐에서 살았으나 남편 의경세자의 죽음으로 그 지위를 잃고 두 아들(월산군, 자산군)과 함께 출궁해야만 했다. 이를 안타깝게 여긴 시아버지 세조가 맏며느리 한씨에게 특별히 궁궐에서 살아도 좋다고 하였으나 한씨가 이를 사양하고 두 아들과 궁궐을 떠나려하자 세조는 그녀를 위해 특별히 집을 지어주었는데 그곳이 바로 지금의 덕수궁이다.
한씨의 죽은 남편 의경세자 사당 옆에 건설되었으며, 일반적으로 고위 사대부나 왕족이 살던 사저보다는 그 규모가 크고 웅장하여 훗날 선조가 임진왜란중에 임시 거처로 사용하기에 이른다.
후에 한씨의 작은 아들 자산군이 보위에 올라 그녀도 모후(임금의 어머니)로서 다시 궁궐에 들어가자 그녀의 큰아들 월산대군이 사저를 물려받았다.
1467년에는 수빈 한씨가 병으로 자신의 둘째 언니인 계양군부인 집에서 요양하고 있었는데 시아버지이자 임금이었던 세조가 궁궐에서 몸소 나와 계양군부인 집에 문병차 거둥하였다. 그리고 병조(兵曹)에 명하여, 군사 10명을 보내어 수빈이 요양하고 있는 계양군부인 집을 지키고 호위하게 하였다. 그리고 한 달 뒤에는 정희왕후와 동행하였다. 이듬해에는 엄청난 양의 곡물과 땅을 하사하였다.
남편 의경세자의 죽음으로 중전의 꿈을 접어야만 했지만 정치적 야심이 대단했던 그녀는 당대의 권신 한명회의 넷째 딸 한씨(훗날 공혜왕후)와 자신의 둘째 아들 자산군을 혼인시켜 사돈관계를 맺고 자신의 아들에게 왕위를 계승시키기 위한 노력을 계속하였다. 궁궐을 나왔지만 세조와 정희왕후를 정성껏 봉양했고, 특히 왕위 결정권자인 정희왕후와의 관계를 돈독히 했다.
또한 신숙주 등과도 긴밀하게 교류하였는데, 이러한 노력의 결과로 세조의 뒤를 이어 즉위한 예종이 승하한 후에 한명회의 강력한 추천과 시어머니인 정희왕후의 지지에 힘입어 당시 원자였던 예종과 안순왕후의 아들 제안대군 대신 자산군이 즉위할 수 있었다.

#### 예종의 즉위
수빈 한씨의 시아버지 세조가 한씨에게는 시동생이 되는 해양대군(예종)에게 양위하고 곧 승하하였다. 왕의 맏며느리에서, 왕의 형수로 처지가 바뀌었지만 영향력과 위세는 여전히 대단했다.
예종은 병조에 “수빈(粹嬪)에게 대군(大君)의 예(例)에 의하여 반인(수행원)을 지급하라."고 명하였고
엽관운동(獵官運動), 즉 분경(奔競)이 심했었던 1469년에는 교지를 통해 "대비(정희왕후)와 중궁(안순왕후), 수빈 이외에 벼슬을 자청(自請)하는 자는 그 직첩(職牒)을 거두고 영원히 서용(敍用)하지 말라."고 했을 정도로 수빈의 위세와 영향력이 대단하였다.
또한 수빈의 동생 한치의(韓致義)는 그녀의 아우라는 이유만으로 당상관(堂上官)이 되어 공신의 호를 받고 청성군(淸城君)에 올랐으며, 현재의 국방부장관에 해당하는 병조판서에까지 오른다.
이 시기에 그녀가 정치적인 행보를 이어나간 것은 시어머니가 되는 대비 윤씨와 함께 숭은전(崇恩殿)에 나아갔을 때였다.

능성군(綾城君) 구치관(具致寬), 영순군(永順君) 이부(李溥), 밀성군(密城君) 이침(李琛), 은천군(銀川君) 이찬(李穳), 사산군(蛇山君) 이호(李灝), 운산군(雲山君) 이계(李誡), 강양군(江陽君) 이융(李瀜), 곡성군(鵠城君) 이금손(李金孫), 모양 도정(牟陽都正) 이직(李稙), 청송군(靑松君) 심회(沈澮), 하성군(河城君) 정현조(鄭顯祖), 중추부 지사(中樞府知事) 윤사흔(尹士昕), 우찬성(右贊成) 노사신(盧思愼), 호조 참판(戶曹參判) 한치인(韓致仁), 병조 참판(兵曹參判) 한의(韓嶬) 등의 수많은 공신들과 종친, 외척들이 그녀와 대비를 호위하였다.
이것은 당시 그녀의 위세와 영향력을 보여주는 또 하나의 예이다.
시동생 예종이 재위 기간 14개월 만에 갑작스럽게 죽자 조정에서 왕위 계승을 둘러싸고 논의가 있었다. 마땅히 예종의 맏아들이 되는 원자(제안대군)이 보위에 올랐어야 했으나 원자의 나이가 겨우 3살밖에 되질 않았을 뿐더러, 수빈 한씨의 둘째 아들인 자산군의 장인이 바로 권신 한명회였던 점이 강력하게 작용하여 조정은 이미 자을산군을 새 임금으로 추대하는 과정으로 접어들고 있었다.
왕실의 어른 대비 윤씨(정희왕후)와 원상 신숙주, 한명회 등의 결정으로 의경세자와 수빈 한씨의 둘째 아들 자산군이 보위에 오르게 된다.

### 성종 즉위 초
수빈 한씨의 아들 자산군이 성종으로 왕위에 올랐으나 그녀는 아들의 인사를 받지 못하였다. 임금의 어머니(모후)가 되므로 마땅히 인사를 받아야 했지만, 성종은 생부인 의경세자가 아닌 작은아버지가 되는 예종의 아들로 입적하여 왕위(王位)의 대통(大統)을 이었기 때문에 법적으로는 수빈 한씨가 성종의 어머니로 인정받지 못한 것이다.
오히려 예종의 계비인 안순왕후 한씨가 인혜왕대비(仁惠王大妃)로 성종의 법적 어머니가 되었다. 따라서 수빈 한씨는 국왕의 모후(母后)가 되는 왕대비의 자격이 아니라 그저 왕세자의 부인으로서 지위가 세자빈에 불과했기 때문에 군신관계(君臣關係)상 아들의 인사를 받지 못한 것이다.
다만 국왕의 생모가 되므로, 궁궐에 들어와 살았는데 그녀의 호(呼)를 붙여 수빈궁(粹嬪宮)이라 했다. 이전에 거주하고 있었던 사저(덕수궁)는 그녀의 장남인 월산군이 물려받았다.
수빈 한씨가 성종의 어머니임에도 인사를 받지 못하는 불상사가 벌어지자 조정에서 이 일이 논의 중에 있었다. 문제는 그녀를 왕비로 추숭하느냐, 왕대비로 추숭하느냐였다.
이 문제는 그녀의 남편인 의경세자를 왕(王)으로 추숭하느냐, 왕(王)과 더불어 종(宗)으로 추숭하느냐의 문제와 연관되어 있었다. 의경세자를 단순히 왕(王)으로 추숭하면 한씨는 왕비가 되는 것이었고, 의경세자를 왕(王)과 더불어 종(宗)으로 추숭하면 한씨는 왕대비가 되는 것이었다.
한씨를 왕비(王妃)로 추숭해야 한다고 주장한 대신들은 하동부원군(河東府院君) 정인지, 봉원부원군(蓬原府院君) 정창손, 고령부원군(高靈府院君) 신숙주, 상당부원군(上黨府院君) 한명회, 능성부원군(綾城府院君) 구치관(具致寬), 인산부원군(仁山府院君) 홍윤성 등으로 전부 영의정과 부원군의 작위를 갖고 있었던 영향력 있는 공신들이었고
한씨를 왕대비로 추숭해야 한다고 주장한 대신들은 남원군(南原君) 양성지(梁誠之), 양성군(陽城君) 이승소(李承召) 등이었다.
힘있는 권신들의 생각이 모두 "수빈 한씨를 왕비로 추숭해야 한다."로 쏠렸으므로 신숙주가 "의경세자를 추숭하여 의경왕(懿敬王)을 삼으나 종(宗)이라 일컫지 말며, 수빈은 다만 인수왕비(仁粹王妃)라고만 일컬어 예종비 인혜왕대비(안순왕후)와 구별하는 것이 편리하겠습니다." 하여 그대로 되었다.

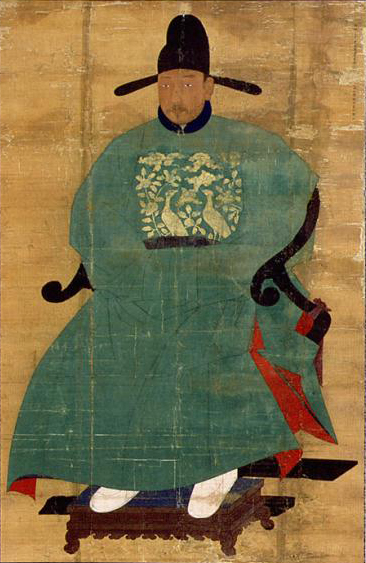
추숭 논의의 중심에 선
신숙주

#### 인수왕비(仁粹王妃)가 되다
결국 조정의 논의 끝에 수빈 한씨가 인수 왕비(仁粹王妃)가 되어 아들 성종의 인사를 받을 수 있었으나 그녀에게는 달가운 일이 아니었다. 왕비라 함은 왕(王)의 부인을 일컫는 것인데, 한씨는 왕(王)의 어머니였기 때문에 그녀의 입장에서는 왕대비가 되어야 마땅했다. 바로 인혜 왕 대비(仁惠王大妃)와의 서열 문제가 화두가 되었다.
왕실에는 성종의 할머니가 되는 자성 대왕 대비 윤씨(정희왕후), 법적 어머니이자 숙모가 되는 인혜 왕 대비 한씨(안순왕후), 그리고 친어머니이지만 법적으로는 큰어머니가 되는 인수 왕비 한씨 이렇게 3명의 윗전이 있었다.
왕실 서열 1위는 할머니가 되는 자성 대왕 대비 윤씨(慈聖大王大妃 尹氏)로 문제가 없었으나 왕실 서열 2위가 인혜 왕 대비냐 인수 왕비냐를 놓고 조정에서 논의가 있었다.
당시 사관(史官)이 성종에게 아뢰길 "예종 비였던 인혜 왕 대비는 당시 왕비였고, 인수 왕비는 수빈(粹嬪)으로 군신 관계에 있었기 때문에 마땅히 인혜 왕 대비를 윗전으로 해야 합니다." 라고 하였으나 원상(院相) 신숙주가 아뢰길 "인수 왕비는 이미 존호(尊號)를 높이어 명위(名位)가 이미 정하여졌으니, 마땅히 형제의 서열로 차서를 하여야 합니다." 하였고
왕실의 최고 어른이 되는 대왕대비 또한 예조에 전지(傳旨)하기를 "인혜 왕 대비의 서열이 일찍이 인수 왕비의 위에 있었으나, 세조 대왕께서 항시 인수 왕비에게 명하여 예종을 보호하게 하고 시양(侍養)이라고 일컬었으며, 또 장유(長幼)의 차서(次序)가 있으니, 인수 왕비의 서열은 마땅히 인혜 왕 대비의 위에 두어야 한다."고 하였다.
따라서 인수 왕비는 세자 빈 출신임에도 불구하고 왕실 서열 2위가 되었고, 인혜 왕 대비는 왕비 출신임에도 왕실 서열 3위로 밀려났다.

#### 대비 책봉

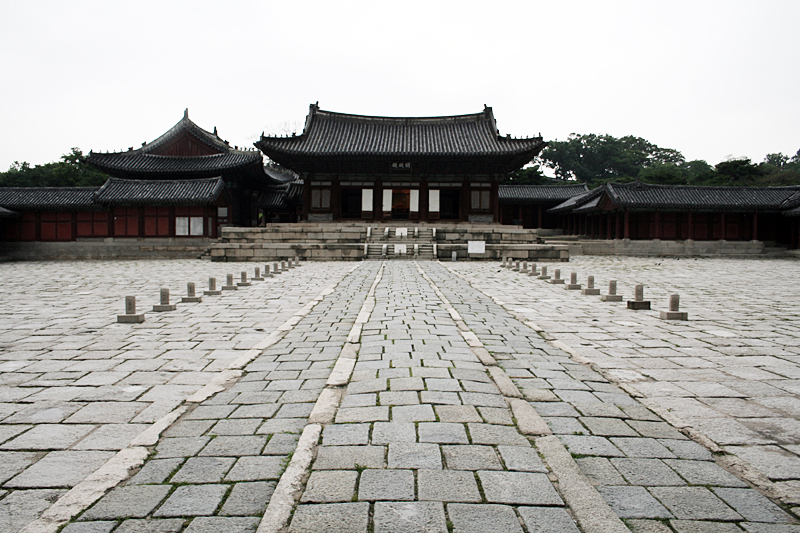
정희,소혜,안순 세 명의 대비를 위해 건축된 창경궁

인수왕비 한씨가 왕실 서열 2위로 올라섰지만, 그녀에게는 왕대비에 오르는 것이 여전히 숙제로 남아있었다. 1474년, 마침내 성종의 의지로 생부인 의경왕(懿敬王)을 추봉(追封)하였고, 그 결과 의경왕이 덕종(德宗)의 묘호를 받았다. 왕의 생모가 되는 인수왕비 또한 왕대비로 진봉되어 인수왕대비(仁粹王大妃)가 되었다.
왕실에 세 윗전 자성대왕대비, 인수왕대비, 인혜왕대비를 모시기 위해 창경궁을 건축하였다. 명정전(明政殿), 편전인 문정전(文政殿), 침전인 수령전(壽寧殿), 그리고 환경전(歡慶殿), 경춘전(景春殿), 인양전(仁陽殿), 통명전(通明殿), 양화당(養和堂), 여휘당(麗暉堂), 사성각(思誠閣)등이 건립되었으며 인수왕대비는 이 중 경춘전(景春殿)에서 거처하였고 그곳에서 또한 죽음을 맞이한다.

### 대왕대비(大王大妃) 시절
1494년, 성종이 승하하고 왕세자 융이 즉위하였는데 그가 바로 조선의 제10대 임금 연산군이다.
인수대비 한씨는 연산군의 할머니가 되므로 대왕대비로 진봉되었으며, 휘호가 자숙(慈淑)으로 새로이 올려졌다.
다만 실록에는 자숙대왕대비(慈淑大王大妃)라는 명칭이 휘호를 올린 당시에만 등장할 뿐, 인수대왕대비(仁粹大王大妃)로 계속 일컬어 진다.
왕세자 시절 자신이 정현왕후의 아들인 줄로만 알고 있었던 연산군은 즉위 이후 자신이 폐비 윤씨의 아들임을 알게 되고 급기야는 폐비 윤씨를 모함하여 사사(賜死)시킨 귀인 정씨와 귀인 엄씨를 철퇴로 내리쳐 죽인 뒤, 그 시체를 찢어 젓갈로 만들어 야산에 뿌리도록 했고 그 뒤에도 귀인 정씨의 아들인 안양군과 봉안군을 강제로 대왕대비전으로 끌고가 인수대비에게 술잔을 강제로 따르게 하였으며 그 뒤에도 '왜 나의 어머니를 죽였느냐'고 인수대비에게 고함을 지르며 행패를 부렸다.
이후 연산군이 생모인 폐비 윤씨를 제헌왕후(齊獻王后)로 추존하려 하자 병상에 있던 인수대왕대비가 이를 꾸짖었으나 화가 치밀어오른 연산군은 인수대왕대비의 가슴을 밀쳤다. 이에 인수대왕대비는 얼마 후 그 충격으로 갑자년인 1504년 4월 27일, 68세의 나이로 승하하였다.
인수대왕대비는 이미 죽기 서너 달 전인 1504년 1월경에 노환으로 목숨이 매우 위태로운 지경에 이르렀는데, 이 때문에 당시 연산군은 의정부의 삼정승(三政丞)과 육조의 판서들을 불러 미리 상제(喪制)를 의논하고 있던 시기였다. 그런 상황에서 연산군은 병석에 누워있던 할머니에게 고함을 치며 행패를 부려 죽음에 이르게 한 것이다.
조선은 유교 사상을 근본으로 하는 나라였고, 그 중 임금에게 적용되는 가장 큰 덕목은 효(孝)이므로, 이와 같은 연산군의 행동은 패륜으로 훗날 박원종이 중심이 되는 중종반정의 명분을 제공하였다.

## 사상과 신념

### 부덕론
소혜왕후는 생전에 독실한 유교 인텔리임과 동시에 불교신자였으며 불경에 조예가 깊어 범어(梵語, 산스크리트어), 한어(漢語), 국어(國語) 3자체(三字體)로 서술한 불경과 부녀자의 예의범절을 가르치기 위하여 편찬한 《내훈》(內訓)을 남겨 후세에 귀중한 연구자료가 되었다.

### 불교 옹호
성종은 즉위 직후 성리학적 왕도정치에 입각하여 길재, 김숙자, 김종직의 제자와 길재학파의 사류를 적극 등용했다. 이들은 왕도정치의 한 방법으로 불교, 도교, 무속 등의 종교행사를 미신으로 간주, 미신타파를 부르짖었다. 한편 소혜왕후는 불교신자이자 불교 옹호론자로 사림의 미신타파 주장과 불교 억압 정책에 강력 반발하였다. 또한 세종과 세조가 불당에 출입한 고사를 들어 궐내 법당을 철폐하려는 사림의 주장에 맞서곤 했다. 궁궐에 설치한 불당은 선조대에 가서야 철폐되었다.

## 가족 관계
| 조선의 추존 왕비 | 소혜왕후 한씨 昭惠王后 韓氏 | 출생                                        | 사망                                                             |
| 조선의 추존 왕비 | 소혜왕후 한씨 昭惠王后 韓氏 | 1437년 10월 16일 (음력 9월 8일) 조선 한성부 | 1504년 5월 21일 (음력 4월 27일) (66세) 조선 한성부 창경궁 경춘전 |

|    |                                 | 본관 | 생몰년          | 부모                              | 비고 |
| -- | ------------------------------- | ---- | --------------- | --------------------------------- | ---- |
| 부 | 서원부원군 한확 西原府院君 韓確 | 청주 | 1400년 - 1456년 | 한영정 韓永矴 의성 김씨 義城 金氏 |      |
| 모 | 남양부부인 홍씨 南陽府夫人 洪氏 | 남양 | 1403년 - 1450년 | 홍여방 洪汝方 동래 정씨 東來 鄭氏 |      |

| 조선의 추존 국왕 | 덕종 德宗 | 출생                                                   | 사망                                                        |
| 조선의 추존 국왕 | 덕종 德宗 | 1438년 10월 3일 (음력 9월 15일) 조선 한성부 궐내(禁中) | 1457년 9월 20일 (음력 9월 2일) (19세) 조선 한성부 본궁 정실 |

| 작호 | 작호                            | 이름      | 생몰년          | 배우자                                                                      | 비고              |
| ---- | ------------------------------- | --------- | --------------- | --------------------------------------------------------------------------- | ----------------- |
| 장남 | 월산대군 月山大君               | 정 婷     | 1454년 - 1488년 | 승평부부인 박씨 昇平府夫人 朴氏                                             |                   |
| 장녀 | 명숙공주 明淑公主               | 경근 慶根 | 1456년 - 1482년 | 당양위 홍상 唐陽尉 洪常                                                     | 명의공주 明懿公主 |
| 차남 | 성종대왕 成宗大王 잘산군 乽山君 | 혈 娎     | 1457년 - 1494년 | 공혜왕후 한씨 恭惠王后 韓氏 폐비 윤씨 廢妃 尹氏 정현왕후 윤씨 貞顯王后 尹氏 | 제9대 국왕        |

## 소혜왕후가 등장하는 작품
| - 《사모곡》(TBC, 1972년, 배우:황정순) - 《설중매》(MBC, 1984년 ~ 1985년, 배우:고두심) - 《한명회》(KBS, 1994년, 배우:김영란) - 《장녹수》(KBS, 1995년, 배우:반효정) - 《왕과 비》(KBS, 1998년 ~ 2000년, 배우:채시라) - 《왕과 나》(SBS, 2007년 ~ 2008년, 배우:전인화) - 《인수대비》(JTBC, 2011년 ~ 2012년, 배우:함은정→채시라) - 《역적》(MBC, 2017년, 배우:문숙) | - 《연산군》(1962년, 배역: 전옥) - 《연산군》(1987년, 배역: 정혜선) - 《연산일기》(1988년, 배역: 한은진) - 《왕의 남자》(2005년, 배역: 윤소정) - 《임금님의 사건수첩》(2017년, 배역: 장영남) |

### 소설
- 《인수대비》(신봉승, 책이 있는 마을, 1999, ISBN 89-88086-36-8)
- 《인수대비》(이수광, 미루북스, 2011, ISBN 978-89-962724-8-9)
- 《왕을 만든 여자》(신봉승, 다산책방, 2012, ISBN 978-89-6370-791-4)

## 기타
인수대비의 성격은 강직했던 것으로 유명하였으며 성종의 정비(正妃)인 공혜왕후의 승하 이후 계비로 책봉된 중전 윤씨가 자신의 기대에 미치지 못하고, 급기야는 성종의 용안에 손톱 자국을 내는 지경에 이르자 진노한 인수대비는 중전 윤씨를 폐서인하여 사가로 내쫓았으며 폐비 윤씨를 투기하였던 성종의 다른 후궁들과 함께 성종으로 하여금 폐비 윤씨에게 사약을 내리게 하였다. 그러한 까닭으로 인수대비는 당시 원자이자 폐비 윤씨의 아들인 연산군의 왕위 계승에도 부정적이었으며 성종의 계비인 정현왕후의 소생 진성대군을 편애하였다.

### 신분상으로 조성된 경릉

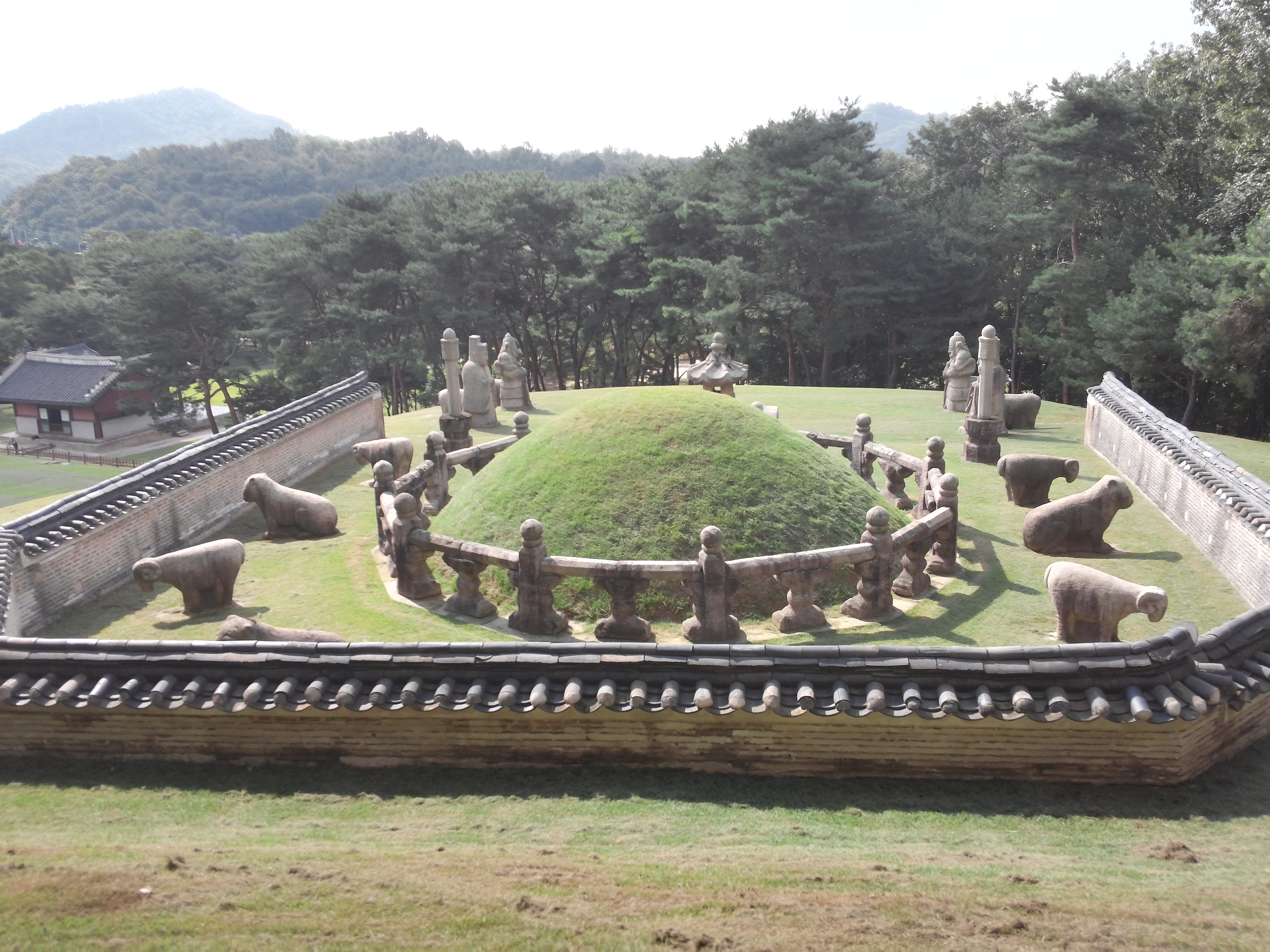
소혜왕후 한씨의 봉분

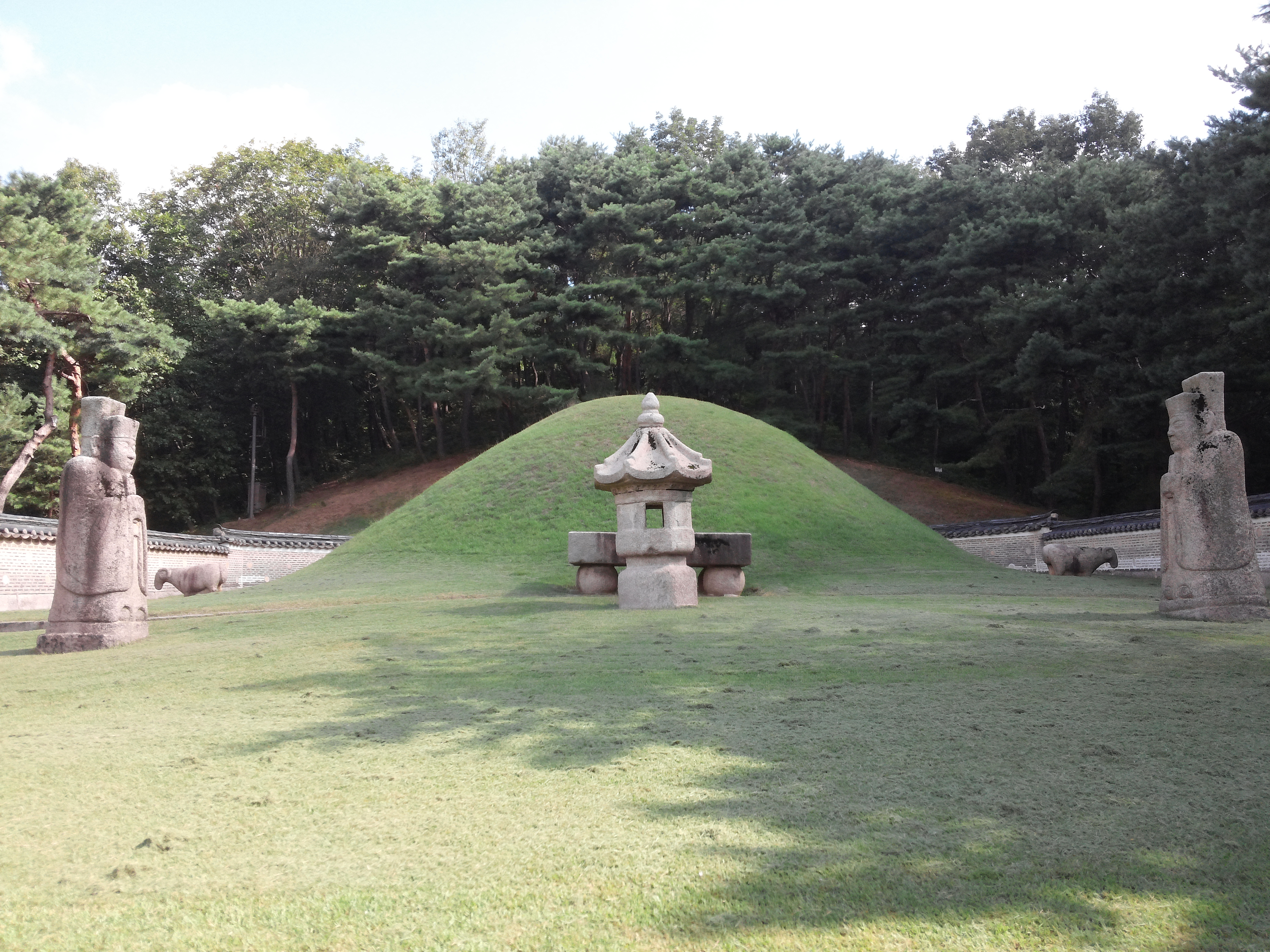
남편 의경세자(덕종)의 봉분

소혜왕후의 능은 경기도 고양시 서오릉 내에 위치한 경릉(敬陵)으로 남편인 덕종과 같은 묘역에 묻혀있다. 본디 왕릉을 쓸 때는 우측에 왕을, 좌측에 왕비를 안장한다. 살아있을 때는 좌측(앉아있는 사람 기준)이 상석이니 죽으면 그 반대라고 여겼던 것인데, 경릉은 부인인 소혜왕후가 상좌인 우측에 안장되어 있는 것이다. 이것은 승하할 당시의 신분 차이 때문인데, 덕종의 경우는 승하할 때 세자의 신분이었지만, 소혜왕후의 경우는 왕실의 최고 어른인 대왕대비로서 승하했기 때문에 군신 관계에 따라 위가 되었던 것이다. 이에 따라 남편 덕종의 무덤에는 석물도 문인석만 서 있다. 무인석은 왕권의 상징이라 왕이 되지 못한 세자, 세자빈 이하의 무덤에는 세울 수 없다. 소혜왕후 능상의 석물은 무인석까지 갖추고 있다.

## 같이 보기
| - 의경세자 - 월산대군 - 성종 - 폐비 윤씨 - 한확 - 한명회 - 명숙공주 - 세조 - 연산군 - 정희왕후 - 안순왕후 - 신숙주 |

## 주해
<references group="xfcx

## 참고 문헌
- 《세종실록》
- 《세조실록》
- 《예종실록》
- 《성종실록》
- 《연산군일기》
- 《대동야승》
- 《연려실기술》
- 《국조보감》
- 《내훈》(內訓)
- 이덕일, 《여인열전》

## 참고 서적
- 《조선왕비실록》/신명호 지음/역사의 아침